# Triftplatz (Schönau am Königssee)
Der Triftplatz an der Gemeindegrenze von Schönau am Königssee im Landkreis Berchtesgadener Land war früher ein Umschlagplatz für das auf der Königsseer Ache und der Ramsauer Ache Richtung Berchtesgaden geflößte Holz (Holztrift), das in den anliegenden Bergwäldern geschlagen und bis an die Achen verbracht worden war. Die Königsseer Ache und Ramsauer Ache vereinigen sich beim Triftplatz nahe dem Hauptbahnhof Berchtesgaden zur Berchtesgadener Ache, die ab der österreichischen Grenze Königsseeache heißt.
Von 1909 bis 1965 war auf dem Triftplatz mit dem Königsseer Bahnhof der Ausgangspunkt für die Königsseebahn zum Königssee. Am 22. März 2012 wurde das alte Bahnhofsgebäude auf dem Triftplatz abgerissen.
Die Freifläche auf dem Triftplatz wurde über viele Jahre als Rummelplatz sowie für Flohmärkte und Festzelte genutzt. 2009 gab es ein Raumordnungsverfahren, Teile des Triftplatzes durch die Gemeinde Schönau a.Königssee in einem gemeindeübergreifenden Projekt zusammen mit dem Markt Berchtesgaden als „Sondergebiet (Einzelhandel) und Gewerbegebiet“ auszuweisen, dem inzwischen der Bau und die Einrichtung mehrerer Geschäfte auf dem Triftplatz folgte.